# گومازی کوثر
گومازی کوثر، روستایی در دهستان کمبل سلیمان بخش مرکزی شهرستان چابهار در استان سیستان و بلوچستان ایران است.

## جمعیت
بر پایه سرشماری عمومی نفوس و مسکن در سال ۱۳۹۵، جمعیت این روستا برابر با ۵۶ نفر (۱۶ خانوار) بوده‌است.